# Hans Knoch
Johannes Knoch (* 28. Dezember 1862; † 16. März 1938 in Woltersdorf-Schleuse) war ein deutscher Naturheilpraktiker und Kurhausbetreiber.

## Leben
Hans Knoch betrieb bereits ab 1891 in der Nähe des Anhalter Bahnhofs ein Naturheilbad namens „Reform.“ 1896 eröffnete er auf dem Werder in Woltersdorf das Kurhaus Woltersdorfer Schleuse. Das Kurhaus wurde nach den Kurpraktiken von Rikli, Kneipp und Schroth geführt. Knoch wohnte mit seiner Familie auf dem Schleusenberg in der Fangschleusenstraße 10. Der Kurhausbetrieb lief gut und so konnte Knoch den Kurbetrieb in den nächsten 20 Jahren ausbauen und erweitern. Das Kurhaus wurde nach ihm auch Knoch's Kurhaus oder nach einer umfangreichen Erweiterung Knochenburg genannt. Knoch betrieb neben dem Kurhaus auch einen Zulieferbetrieb, der auf Feldern in Woltersdorf und dem benachbarten Klein Schönebeck Obst und Gemüse anbaute. Er war eine anerkannte Persönlichkeit im Ort und gut mit dem in Woltersdorf-Schönblick wohnenden Künstler Fidus befreundet. Der Erste Weltkrieg und die darauf folgende Inflation sowie einige Fehlinvestitionen belasteten das Kurhaus jedoch mit Hypotheken. 1919 verließ außerdem der leitende Arzt, Paul Grabley, das Kurhaus und baute in Saarow einen eigenen Kurbetrieb auf. 1927 verkaufte Hans Knoch das Kurhaus an den EC-Verband und zog nach Berlin. Er gründete eine Praxis für Naturheilkunde in der Waldorfstraße in Berlin-Friedrichshagen. Diese gab er nach vier Jahren auf und versuchte eine neue Praxis in Berlin-Karlshorst in der Lilienthalstraße aufzubauen. 1936 zog er zurück nach Woltersdorf in die Tilburg, wo er nur zwei Jahre später im Alter von 75 Jahren starb.

### Politisches Wirken
Er war von 1899 bis 1919 und dann noch einmal von 1924 bis 1926 Gemeindevertreter in Woltersdorf. Beim Bau der Woltersdorfer Straßenbahn forderte er, dass die Linie von der Schleuse zum Bahnhof Erkner führen sollte. In der entscheidenden Abstimmung wurde er jedoch überstimmt.

## Gedenken
Die Straße von der langen Bucht des Flakensees bis zum Kurhaus ist nach ihm benannt. Sein Grab gehört zu den Ehrengräbern auf dem Woltersdorfer Friedhof.